# Trebinjsko Jezero
Trebinjsko Jezero är en sjö i Bosnien och Hercegovina.   Den ligger i entiteten Republika Srpska, i den södra delen av landet, 130 km söder om huvudstaden Sarajevo. Trebinjsko Jezero ligger 296 meter över havet. Arean är 0,25 kvadratkilometer. Den sträcker sig 0,6 kilometer i nord-sydlig riktning, och 1,2 kilometer i öst-västlig riktning.
Omgivningarna runt Trebinjsko Jezero är en mosaik av jordbruksmark och naturlig växtlighet. Runt Trebinjsko Jezero är det ganska tätbefolkat, med 67 invånare per kvadratkilometer.